# Gmina Malczyce
Die Gmina Malczyce ist eine Landgemeinde im Powiat Średzki der Woiwodschaft Niederschlesien in Polen. Ihr Sitz ist das gleichnamige Dorf (deutsch Maltsch a.d. Oder) mit etwa 3300 Einwohnern.

## Geographie

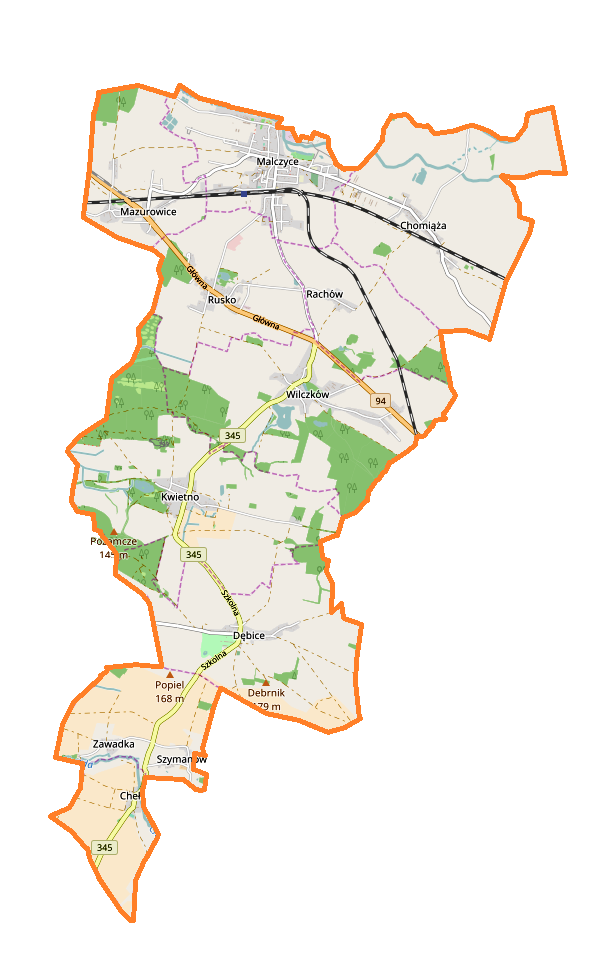
Karte der Gemeinde

Die Gemeinde liegt im Zentrum der Woiwodschaft. Nachbargemeinden sind Prochowice im Nordwesten, Wołów im Norden, Środa Śląska im Nordosten sowie Osten, Wądroże Wielkie im Südwesten und Ruja im Westen. Die Kreisstadt Środa Śląska (Neumarkt) liegt sechs, Breslau 35 Kilometer östlich.
Die Oder bildet einen Teil der Nordgrenze der Gemeinde.

## Geschichte
Die Landgemeinde wurde 1973 aus Gromadas wieder gebildet. Die Woiwodschaft Breslau wurde 1975 stark verkleinert, der Powiat aufgelöst. Zum 1. Januar 1999 kam die Gemeinde zur Woiwodschaft Niederschlesien und zum Powiat Średzki.

## Gliederung

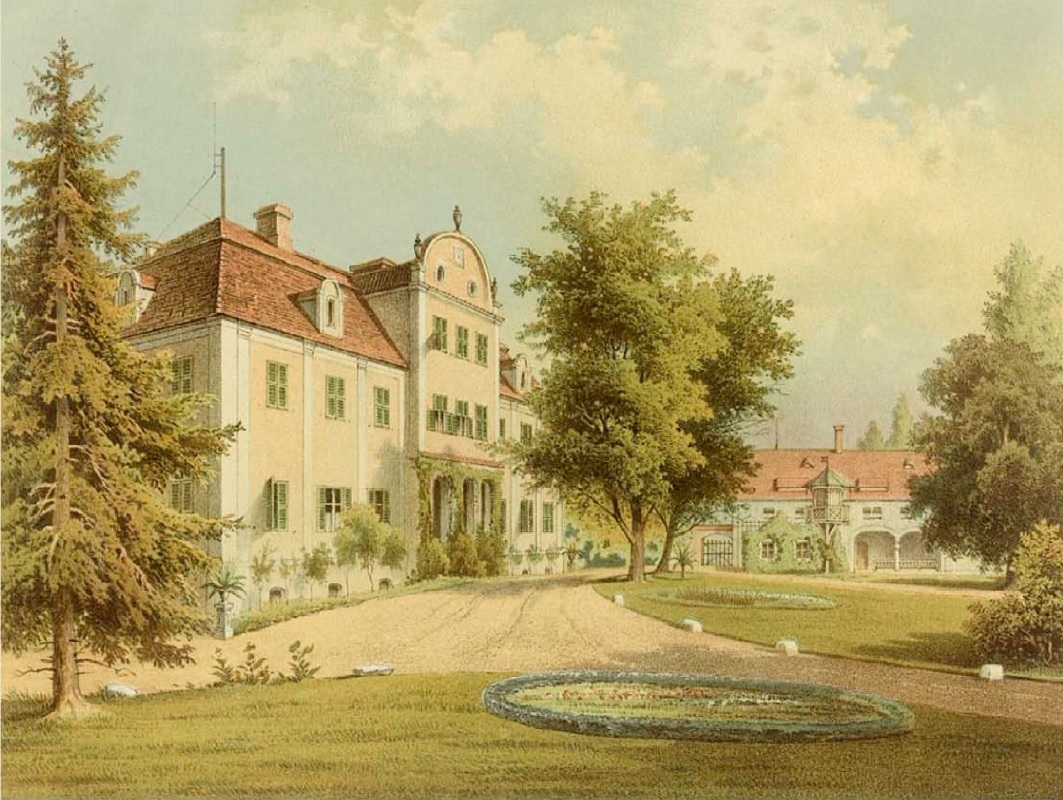
Schloss Dambritsch

Die Landgemeinde (gmina wiejska) Malczyce besteht aus neun Dörfern mit Schulzenamt (sołectwo; deutsche Namen, amtlich bis 1945):
- Chełm (Hulm)
- Chomiąża (Kamöse)
- Dębice (Dambritsch)
- Kwietno (Blumerode)
- Malczyce (Maltsch)
- Mazurowice (Maserwitz)
- Rachów (Rachen)
- Rusko (Rauße)
- Wilczków (Wültschkau)

Ein weiteres Dorf der Gemeinde ist Szymanów (Simsdorf) mit dem Ortsteil Zawadka.

## Verkehr
Wichtigster Verkehrsweg ist die Landesstraße DK94, eine bedeutende West-Ost-Verbindung des Landes. Die abzweigende Woiwodschaftsstraße DW345 führt nach Strzegom (Striegau). Der Bahnhof Malczyce besteht an der Breslau–Legnica. Der nächste internationale Flughafen ist Breslau.